# Ambrosio Aimar
Ambrosio Nicolás Aimar (* 5. Juli 1923 in San Francisco; † 12. September 2007) war ein argentinischer Radrennfahrer und nationaler Meister im Radsport.

## Sportliche Laufbahn
Aimar war im Bahnradsport aktiv. Er war Teilnehmer der Olympischen Sommerspiele 1948 in London. In der Mannschaftsverfolgung konnte sich der argentinische Bahnvierer mit Roberto Guerrero, Julio Alba, Ambrosio Aimar und Enrique Molina nicht platzieren.